# 넘메 칼리우 FC
넘메 칼리우 FC(에스토니아어: Nõmme Kalju FC)는 에스토니아의 축구 클럽으로, 넘메를 연고지로 한다. 현재 메이스트릴리가에 참가하고 있다. 1923년에 창단해서 1997년에 재창단한 넘메 칼리우는 2008 시즌부터 메이스트릴리가에서 활동하고 있으며, 에스토니아 1부 리그에서 한 번도 강등된 적이 없다. 현재까지 2번의 메이스트릴리가 우승과 각각 1번의 에스토니아컵, 에스토니아 슈퍼컵 우승 기록을 가지고 있다.

## 로고와 대표색
구단 최초의 로고는 칼리우 스포츠 클럽이 설립된 1922년에 만들어졌을 가능성이 가장 높지만, 로고 제작자는 아직 알려지지 않았다. 로고는 디자이너인 마르틴 라사레브에 의해 리메이크 되었는데, 그는 모든 역사적 요소들을 보존하면서도 기존의 비대칭한 로고 모양을 완전히 대칭적인 모양으로 수정했다.
넘메 칼리우의 유니폼은 전통적으로 흑백이었다. 한때 2000년대에는 분홍색을 채택하면서 분홍 표범이라는 별명을 얻기도 했다.

## 유니폼 제조사 및 후원사
| 기간      | 제조사   | 후원사   | 출처  |
| --------- | -------- | -------- | ----- |
| 2008–2011 | 아디다스 | 유니벳   | [ 2 ] |
| 2012–2013 | 아디다스 | help.ee  | [ 2 ] |
| 2014–2016 | 아디다스 | 옵티벳   | [ 2 ] |
| 2017–2019 | 아디다스 | help.ee  | [ 2 ] |
| 2020      | 아디다스 | 파프     | [ 2 ] |
| 2021–2022 | 아디다스 | 램마르   | [ 2 ] |
| 2023–     | 아디다스 | 마르스벳 | [ 2 ] |

## 성적

### 리그
- 메이스트릴리가
  - 우승 (2): 2012, 2018

### 컵
- 에스토니아컵
  - 우승 (1): 2014–15
- 에스토니아 슈퍼컵
  - 우승 (1): 2019

## 선수 명단

### 현역
- 알렉스 탐(2018 ~ )
- 이고르 서보틴(2016 ~ )